# Tétroxyde d'antimoine
Le tétroxyde d'antimoine est un composé inorganique de formule Sb2O4. Ce composé, qui existe sous forme du minéral cervantite, est blanc mais jaunit réversiblement au chauffage. Le composé, de formule empirique SbO2, est appelé tétroxyde d'antimoine pour indiquer la présence de deux sortes de centres Sb.

## Formation et structure
Le composé se forme lorsque Sb2O3 est chauffé dans l'air :
Sb2O3  +  0.5 O2  →  Sb2O4  ΔH = −187 kJ/mol
A 800 °C, l'oxyde d'antimoine(V) perd de l'oxygène pour donner le même composé : 
Sb2O5  →  Sb2O4  +  0.5 O2  ΔH = −64 kJ/mol
Le composé est à valence mixte, contenant à la fois des centres Sb(V) et Sb(III). Deux polymorphes sont connus, le premier orthorhombique (présenté dans l'infobox) et le second monoclinique. Les deux formes possèdent des centres Sb(V) octaédriques disposés en feuillets avec des centres Sb(III) distordus liés à quatre oxydes.